# Shawnta Rogers
Shawnta Darnell Rogers (* 5. Januar 1976 in Baltimore) ist ein ehemaliger US-amerikanischer Basketballspieler.

## Werdegang
Rogers spielte für die Schulmannschaft der Lake Clifton High School in Baltimore. Er bestritt in seinem Heimatland zwischen 1995 und 1999 insgesamt 114 Spiele für die Hochschulmannschaft der George Washington University und erzielte statistisch 14,9 Punkte je Begegnung. Mit einem Gesamtwert von 634 Korbvorlagen stellte der nur 1,63 Meter große Aufbauspieler eine Hochschulbestmarke auf. 1999 wurde er als Spieler des Jahres der Atlantic 10 Conference ausgezeichnet.
Er begann seine Laufbahn im Berufsbasketball in der US-Liga IBL bei den Baltimore Bay Runners und spielte später in Frankreich, Italien und Belgien. Rogers’ erster Verein außerhalb der Vereinigten Staaten war der französische Erstligist Le Mans Sarthe Basket. Den besten Punktewert seiner Zeit in Le Mans erreichte Rogers in der Saison 2002/03, als er im Durchschnitt 16,2 Punkte je Begegnung erzielte. Der US-Amerikaner wurde in Le Mans der Liebling der Anhängerschaft. 2007 kehrte er nach Le Mans zurück, kam wegen einer Oberschenkelverletzung aber nur in drei Spielen zum Einsatz.
Rogers spielte in Frankreich ebenfalls für ASVEL Lyon-Villeurbanne (2003/04), Élan Sportif Chalonnais (September bis Dezember 2007), Hyères Toulon Var Basket (Januar bis Mai 2009) und Rouen Métropole Basket (Januar bis Mai 2010). Mit ASVEL trat er in der Euroleague an, in sieben Einsätzen in dem europäischen Wettbewerb erreichte Rogers im Mittel 10,9 Punkte. Sein Sohn Darnell spielte Basketball auf Hochschulebene.